# Girls of Summer
Girls of Summer è un brano musicale del gruppo hard rock americano Aerosmith, scritto dal cantante Steven Tyler, il chitarrista Joe Perry e Marti Frederiksen, pubblicato nell'agosto 2002 come unico singolo della raccolta O, Yeah! The Ultimate Aerosmith Hits.
Il singolo si è piazzato al 25º posto nella U.S. Mainstream Rock Tracks chart.
Il video della canzone è stato girato a South Beach.

## Tracce
1. Girls of Summer (Album Version)
2. Jaded (Album Version)
3. Walk This Way (Live '97)
4. Girls of Summer (Video Version)